# Gyurkó-lápai-barlang
A Gyurkó-lápai-barlang Magyarország fokozottan védett barlangjai közül az egyik. A Bükki Nemzeti Park területén található. Varbó két fokozottan védett barlangja közül az egyik, a másik a Szamentu-barlang.

## Leírás
A bükk-fennsíki Kis-fennsík északi peremén, a Barátság-kerttől északra, körülbelül egy kilométerre, a meredek hegyoldalban, egy sziklafal tövében nyílik. A bejáratát egy kar vastagságú gyökér felezi. Felső triász mészkőben alakult ki. 
Egy északnyugat–délkeleti irányban megnyúlt teremből áll, amelyből egy nagy keresztmetszetű, 10 méter magas kürtő indul a bejárat szintje fölé. Valószínűleg egy hidrológiailag már nem aktív víznyelőbarlang, de ez nehezen állapítható meg jelenleg, mert a teteje majdnem teljesen beomlott és az eredeti morfológiai jegyei alig felismerhetők. Azt, hogy egykor aktív víznyelő volt, a lejtése és a mélysége, valamint a fennsíkperemi helyzete támasztja alá. Nem karsztos kőzetanyagú patakhordalék került a tetejét alkotó, cseppköves törmelékbe.
Különböző cseppkőképződményekben gazdag. Találhatók benne cseppkőkérgek, cseppkövesedett, a felszínről lenyúló hajszálgyökerek, fűrészfogas cseppkőzászlók, fodros szélű cseppkőzászlók és heliktitek. Nagy felületeket borít hófehér cseppkőkéreg. Különleges, két-három centiméter hosszú, nagyon karcsú borsókő képződmények is keletkeztek a kürtő alatti falon. Fentről lehullott, nagy méretű kőtömbökből áll a járószint és a kőtömbökön sárgásbarna, valamint fehér cseppkőlefolyások és állócseppkövek alakultak ki. Ez utóbbiak a másfél métert is elérik. Fejletlenek a függőcseppkövei a többi, magyarországi barlangban található függőcseppkőhöz mérve. 
A gyökérképződményeinek a bázisnövénye a hegyi juhar. A korábbi leírások és fényképek alapján megállapítható, hogy régebben fészekszerű, alacsony gyökérsztalagmitok és hajszálgyökerekből álló, sűrű gyökérhálózatok is voltak a barlang kalcitsztalagmit-képződményeinek a felszínén. Egész évben szállása a denevéreknek, melyet az elkülönülten található guanófoltok bizonyítanak. Megfigyelték rendszerében a nyugati piszedenevért, a közönséges denevért, a hegyesorrú denevért, a kis patkósdenevért, a nagy patkósdenevért és a kereknyergű patkósdenevért. A jelentős mennyiségű denevérürüléke miatt gazdag a rovarfaunája, azonban ezt még részletesen nem vizsgálták.
A barlang idegenforgalom számára nem megnyitott szakaszainak a látogatása a Bükki Nemzeti Park Igazgatóság engedélyével történhet. A téli álmukat alvó denevérek nyugalmának a biztosítása miatt télen nem megtekinthető. Barlangjáró alapfelszereléssel járható, mert csak a kijelölt útvonalon szabad közlekedni benne a képződményeinek a védelme érdekében.
A Harica-völgy mellékvölgyéről lett elnevezve, amelynek a neve Gyurkó-lápa, a másik neve pedig Örvény-lápa. 1984-ben volt először Gyurkó-lápai-barlangnak nevezve a barlang az irodalmában. Előfordul irodalmában Gyurkólápai I-barlang (Lénárt 1977), Gyurkó-lápai 1. sz. barlang (Kordos 1984), Gyurkólápai-barlang (Láner 1959), Lengyel-barlang (Lénárt 1975), Sövénykúti-barlang (Lénárt 1979), Sövény-kúti-barlang (Ferenczy 2003) és Sövény-lápai-barlang (Kordos 1984) neveken is. A Lengyel-barlang név használata megtévesztő lehet, mert van a Gerecsében is egy Lengyel-barlang.

## Kutatástörténet
1958. július 27-én tárta fel rövid ideig tartó bontással Balogh Tamás, a Magyar Hidrológiai Társaság Nagymiskolci Csoport Zsombolykutató Szakosztályának kutatója, aki a Gyurkó-lápai-üreget akarta meglátogatni. A Gyurkó-lápai-barlang feltárásának idején 30 méter hosszan és 10 méter mélyen volt bejárható és találtak egy cseppkőszálakból álló fészekszerű képződményt is. Lénárt László ezt cseppkőkosárnak nevezi 1979-ben, amelyhez hasonlót nem ismertek az országban még. Sejtették, hogy további feltárható járatai vannak, de robbantási engedély hiányában abbahagyták kutatását. 1975-ben fénykép-dokumentációt készített róla a MEAFC Marcel Loubens Barlangkutató Szakcsoport a készülő országos barlangkataszter számára.
Az 1976-ban befejezett Magyarország barlangleltára című kéziratban az olvasható, hogy a Gyurkólápai-barlang a Bükk hegységben, Varbón helyezkedik el. A Kis-fennsíkon, a haricai rakodótól ÉK-re, kb. 600 m tszf. magasságban van a lejtős és szűk bejárata. A barlang 30 m hosszú és lehet, hogy 10 m mély. Egyetlen, kör alakú teremből áll, amelyből vakkürtők indulnak. A kézirat barlangra vonatkozó része 1 publikáció alapján lett írva. 1976-ban térképének elkészítéséhez geodéziai méréseket végzett benne a csoport. Alaprajz térképe 1977-ben készült el, amelyhez a barlangot Majoros Zsuzsanna, Danyluk Erika és Hajdu Mária mérték fel 1976-ban és amelyet Majoros Zsuzsanna szerkesztett. A térkép az 1977-es MKBT Beszámolóban nyomtatásban is napvilágot látott.
Az 1979-ben megjelent és Lénárt László által írt könyvben ismertetve van a barlang Lengyel-barlang néven és említve van egy kis üreg Sövénykúti-barlang néven. A nagyon szép, cseppköves Lengyel-barlang a barátság-kerti turistaháztól nem messze található és egy nagy teremből áll. A barlang mennyezete néhány helyen csak cseppkővel cementált föld, melyet gyökerek próbálnak át- meg áttörni. Nagyon sok cseppkövesedett gyökérbevonat figyelhető meg a barlangban. Látható benne egy nagyon szép, cseppkőkosárnak nevezett képződmény. Legtöbb cseppköve még ép. A Lengyel-barlang környékén nyílnak a Gyurkó-lápai-barlangok kis üregei, melyek közül néhány Sövénykúti-barlangként és Harica-oldali-barlangként is szerepel az irodalomban. A kiadványban van három fénykép, amelyeken a barlang néhány képződménye figyelhető meg. Az első fényképen függőcseppkő-csoport, a másodikon cseppkőlefolyás, a harmadikon gyökérszálas cseppkő látható. A könyvhöz mellékelt, a Bükk hegység barlangokban leggazdagabb területét bemutató térképen látható a 98-as számmal jelölt Lengyel-barlang földrajzi elhelyezkedése.
Az 1984-ben kiadott Magyarország barlangjai című könyv országos barlanglistájában a Bükk hegység barlangjai között három külön barlangként szerepel a Gyurkó-lápai-barlang. Az egyik barlangnak Gyurkó-lápai 1. sz. barlang a neve és Sövénykúti-barlang a névváltozata. A másik barlangnak Lengyel-barlang a neve. A harmadik barlangnak Sövény-lápai-barlang a neve. A listához kapcsolódóan látható az Aggteleki-karszt és a Bükk hegység barlangjainak földrajzi elhelyezkedését bemutató 1:500 000-es méretarányú térképen a három barlang földrajzi elhelyezkedése. Az 1986–1987 telén Kováts Nóra által végzett denevérmeghatározás és denevérszámlálás meghatározó a barlang történetében.
1988. október 1-től a környezetvédelmi és vízgazdálkodási miniszter 7/1988. (X. 1.) KVM rendeletének (6. §. 2. pont, illetve 5. sz. melléklet) értelmében a Bükk hegységben lévő Gyurkó-lápai-barlang fokozottan védett barlang. Ez a hazai viszonylatban nem nagy méretű barlang ásványkiválásai és jelentős denevérszálláshelyként betöltött szerepe miatt lett fokozottan védett barlang. Az 1988. évi Karszt és Barlangban közölve lett, hogy a Bükk hegységben elhelyezkedő Gyurkó-lápai-barlang bekerült Magyarország fokozottan védett barlangjai közé. Magyarországon a Gyurkó-lápai-barlanggal együtt 108 barlang van fokozottan védve. 1993 márciusában Dobrosi Dénes végzett a Gyurkó-lápai-barlangban denevér-megfigyelést. 1997-ben zárták le a barlangot képződményei és élővilága miatt a denevérek védelmét segítő, külföldi szervezetek támogatásával. 1998. május 14-től a környezetvédelmi és területfejlesztési miniszter 13/1998. (V. 6.) KTM rendelete szerint a Bükki Nemzeti Park Igazgatóság illetékességi területén, a Bükk hegységben található Gyurkó-lápai-barlang az igazgatóság engedélyével látogatható.
2000-ben az Acheron Barlangkutató Szakosztály készített alaprajz és keresztszelvény térképeket. 2001. május 17-től a környezetvédelmi miniszter 13/2001. (V. 9.) KöM rendeletének értelmében a Bükk hegység területén lévő Gyurkó-lápai-barlang fokozottan védett barlang. Egyidejűleg a fokozottan védett barlangok körének megállapításáról szóló 1/1982. (III. 15.) OKTH rendelkezés hatályát veszti. 2002-ben Kárpát József és Szin András hossz-szelvény térképet szerkesztett. Eszterhás István 2002-ben vizsgálta meg a helyszínen gyökérképződményeit és jelölte be azokat a Majoros Zsuzsanna által szerkesztett térképen. A 2003-ban kiadott Magyarország fokozottan védett barlangjai című könyvben az olvasható, hogy hossza 38 m, függőleges kiterjedése 15 m és vízszintes kiterjedése 32 m. 2003–2004-ben több mint kétszeresére növelte hosszát és mélységét a szakosztály. Az új feltárás miatt szükségessé vált, hogy újra fel legyen térképezve, aminek az egyik eredménye a 2004-ben készült, a szakosztály által készített hossz-szelvény térkép.
A 2005-ben megjelent Magyar hegyisport és turista enciklopédia című kiadványban önálló szócikke van a barlangnak. A szócikk szerint a Gyurkó-lápai-barlang a Bükk hegységben található és 1988 óta fokozottan védett barlang. A Kis-fennsíkon lévő egyik sziklafal tövében, 610 m tszf. magasságban van a bejárata. A csak 38 m hosszú, egyetlen teremből álló barlang triász mészkőben keletkezett. A terem ÉNy–DK irányban megnyúlt. Mennyezete omlott formát mutat, nagy felületeket hófehér cseppkőkéreg fed és néhány helyen a felszínről benyúló gyökerek figyelhetők meg. A fentről leesett nagy méretű kőtömbök képezik a járószintet. A kőtömbökön fehér, valamint sárgásbarna, 1,5 m-es nagyságot is elérő állócseppkövek, cseppkőlefolyások vannak. Aránylag fejletlenek függőcseppkövei. A bejárat szintje fölé nyúlik a teremből induló, nagy szelvényű és 10 m magas kürtő. Nem karsztos kőzetanyagú patakhordalék található a tetejét alkotó cseppköves törmelékben. A kürtő alatt lévő falon különleges, 2–3 cm hosszú, karcsú kifejlődésű borsókőképződmények fedezhetők fel. Rövid bontással lett feltárva a barlang 1958 nyarán. Guanófoltok tanúskodnak arról, hogy jelentős denevértanyahely. Engedéllyel járható a lezárt barlang a képződmények és az élővilág védelme miatt.
2005. szeptember 1-től a környezetvédelmi és vízügyi miniszter 22/2005. (VIII. 31.) KvVM rendelete szerint a Bükki Nemzeti Park Igazgatóság működési területén, a Bükk hegységben található Gyurkó-lápai-barlang látogatók számára nem megnyitott szakaszai a felügyelőség engedélyével látogathatók. 2005. szeptember 1-től a környezetvédelmi és vízügyi miniszter 23/2005. (VIII. 31.) KvVM rendelete szerint a Bükk hegységben lévő Gyurkó-lápai-barlang fokozottan védett barlang. A 2006-ban készült alaprajz és vetített hosszmetszet térképeit (keresztszelvényekkel) a Kárpát József vezette Acheron Barlangkutató Szakosztály készítette. 2007. március 8-tól a környezetvédelmi és vízügyi miniszter 3/2007. (I. 22.) KvVM rendelete szerint a Bükki Nemzeti Park Igazgatóság működési területén lévő Bükk hegységben elhelyezkedő Gyurkó-lápai-barlang látogatók számára nem megnyitott szakaszai az igazgatóság engedélyével tekinthetők meg.
2013. július 19-től a vidékfejlesztési miniszter 58/2013. (VII. 11.) VM rendelete szerint a Gyurkó-lápai-barlang (Bükk hegység, Bükki Nemzeti Park Igazgatóság működési területe) idegenforgalom számára nem megnyitott szakaszai az igazgatóság hozzájárulásával látogathatók. A 2012–2014. évi Karszt és Barlangban közölve lett, hogy a turistáknak kiépített Gyurkó-lápai-barlangot 2012-ben 18 fő, 2013-ban 0 fő, 2014-ben 0 fő látogatta meg overállos barlangtúrán. 2015. november 3-tól a földművelésügyi miniszter 66/2015. (X. 26.) FM rendelete szerint a Gyurkó-lápai-barlang (Bükk hegység) fokozottan védett barlang. 2021. május 10-től az agrárminiszter 17/2021. (IV. 9.) AM rendelete szerint a Gyurkó-lápai-barlang (Bükk hegység, Bükki Nemzeti Park Igazgatóság működési területe) idegenforgalom számára nem megnyitott szakaszai az igazgatóság engedélyével látogathatók. A 13/1998. (V. 6.) KTM rendelet egyidejűleg hatályát veszti.

## További irodalom
- Czenthe Huba: A Bükk-hegység barlangjai. Kézirat, szakdolgozat a KvVM Barlang- és Földtani Osztályon, Budapesten. Eger, 1965. 98. old.